# Die merkwürdige Lebensgeschichte des Friedrich Freiherrn von der Trenck
Die merkwürdige Lebensgeschichte des Friedrich Freiherrn von der Trenck ist eine deutsche Fernsehserie in sechs Teilen aus dem Jahre 1973. Eine um 20 Minuten gekürzte Fassung in fünf Teilen wird seit 1976 gesendet und vertrieben.
Der Mehrteiler erzählt die Geschichte des vom König Friedrich II. zur militärischen Ausbildung getriebenen Friedrich von der Trenck. Als er sich in Amalie, die Schwester des Königs, verliebt, fällt er in Ungnade. Amalie muss in ein Frauenstift, Trenck flüchtet über Österreich nach Russland und wieder zurück nach Österreich. Dabei gerät er immer wieder mit Autoritäten aneinander, erzielt aber auch berufliche und gesellschaftliche Erfolge. Schließlich fällt er dem rachsüchtigen König in die Hände, der ihn jahrelang einkerkern lässt. Nach seiner Freilassung führt ihn sein Schicksal nach Frankreich, wo er unter dem Fallbeil endet.

## Handlung

### Teil 1: (ZDF: 1. Januar 1973) König und Kadett
„Ich höre wunderbare Dinge über Ihren Verstand. Doch es scheint, daß Sie verludern“, sagt Preußen-König Friedrich II. in der Königsberger Universität zum ebenso intelligenten wie duellfreudigen Studenten Friedrich Freiherr von der Trenck. Er fordert den jungen Mann auf, sich für die Armee ausbilden zu lassen. Trenck gehorcht. In Potsdam erweist er sich bald als der begabteste Kadett von allen. Schon bald wird Trenck befördert. Anfangs fühlt sich Friedrich II. durch ihn an seinen Jugendfreund Hans Hermann von Katte erinnert.
Trenck verliebt sich in Amalie, die Schwester des Königs. Er schenkt Amalie einen kostbaren Fächer. Doch die Liebe zu Amalie wird ihm zum Verhängnis. Auf Befehl des Königs, dem das Verhältnis zwischen Amalie und dem Freiherrn missfällt, wird Trenck verhaftet.

### Teil 2: (ZDF: 7. Januar 1973) Auf der Flucht
Auf Befehl Friedrichs II. wird Trenck auf der Festung Glatz festgehalten. Der König verbietet außerdem seiner Schwester Amalie jeden Umgang mit dem Rebellen und hat vor, sie als Äbtissin in ein Kloster einzukaufen. Amalie ist tief verletzt.
In Glatz trifft Trenck mit Oberleutnant Nikolai zusammen, der eine Desertion plant. Die Sache wird aufgedeckt, Oberleutnant Nikolai muss spießrutenlaufen, Trenck muss der Bestrafung beiwohnen. Als der kommandierende Offizier den schon bewusstlosen Nikolai durch die Gasse noch schleifen lässt, gelingt es Trenck, den Major vom Pferd zu stoßen, dessen Degen an sich zu reißen und zu fliehen. Er kommt in der Festung Glatz an zwei Wachsoldaten vorbei. Obwohl er tapfer und geschickt die Waffe gebraucht, wird er wenig später wieder gefangen. Nach diesem Vorfall wird Trencks Bewachung sehr verschärft, was ihn frustriert und zu der Erkenntnis bringt, fliehen zu müssen. Er kommt zu dem Schluss, dass dies nur zusammen mit einem Wachoffizier gelingen kann, und gewinnt Leutnant Schell als Verbündeten. Schell trifft akribische Vorbereitungen, ihr Plan wird jedoch verraten und sie müssen überstürzt fliehen. Trotz aller Widrigkeiten gelingt es ihnen, die Neiße zu überqueren und nach abenteuerlicher Flucht über die nahe Grenze auf österreichisches Territorium zu gelangen. Trenck ist nun frei, aber mittellos, da sein Vermögen in Preußen beschlagnahmt wird. Er muss die für ihn neue Erfahrung machen, von der Hand in den Mund zu leben. Trotzdem sträubt er sich dagegen, die Hilfe seines Vetters, des Pandurenobersts, in Anspruch zu nehmen, um nicht den Vorwürfen, mit ihm konspiriert zu haben, Nahrung zu geben. Nach einer Weile geraten er und Schell jedoch in das Visier von Kopfgeldjägern, die die Deserteure zurück nach Preußen entführen wollen. Als sie sich auf einer einsamen Landstraße gegen ihre Verfolger zur Wehr setzen und zwei von ihnen töten, schätzt eine hinzukommende Patrouille die Situation falsch ein und verhaftet Trenck und Schell als vermeintliche Straßenräuber. Auf dem Weg zum weit entfernten Gerichtsort wird auf dem Schloss der Baronin Lazar übernachtet, das Trenck schon aus dem Zweiten Schlesischen Krieg kennt. Nachdem die Baronin Trenck als den Vetter des berühmten Pandurenobersten identifiziert hat, werden er und Schell freigelassen und machen sich nun doch auf den Weg zu diesem nach Wien. Vorher kann Trenck noch seinen damals unterbrochenen Flirt mit der Baronin zu einem erfreulichen Ende bringen.

### Teil 3: (ZDF: 14. Januar 1973) Der Pandur
Als Trenck und Schell in Wien eintreffen, finden sie Trencks Vetter, den Pandurenoberst Franz von der Trenck, in einen Staatsprozess verwickelt. Durch seinen ausschweifenden Lebenswandel und sein anmaßendes Auftreten hat er sich mächtige Feinde gemacht. Obwohl sich die Cousins von der ersten Begegnung an überaus unsympathisch sind, bemüht sich Trenck, die zumindest teilweise offensichtlich erlogenen Vorwürfe gegen seinen Vetter zu entkräften. Dieser weiß das jedoch nicht zu schätzen, sondern beschuldigt ihn, ein falsches Spiel zu treiben und auf das Erbe zu spekulieren. Er lässt ihn sogar von zwei befreundeten Offizieren überfallen, die ihn töten sollen. Als Friedrich sich wehrt, wird er für einige Tage in den Arrest gesteckt. Nachdem er diesen abgesessen hat, schicken die Angreifer ihm eine Forderung zum Duell. Das Duell gerät außer Kontrolle und der Streifschuss, den einer der Gegner erleidet, wird zur lebensbedrohlichen Verletzung aufgebauscht. Als Gerichtspräsident von Löwenwalde Trenck anbietet, das daraus resultierende Verfahren gegen ihn niederzuschlagen, jedoch unter der Bedingung, dass er gegen seinen Vetter aussage, hält Trenck es für geboten, Wien schnellstens zu verlassen. Er nimmt das Angebot eines russischen Diplomaten an, Offizier im Regiment der Tobolskschen Dragoner zu werden. Nachdem er in Mähren zu seinem neuen Regiment gestoßen ist, zieht man weiter nach Danzig, um sich von dort aus in Richtung Baltikum einzuschiffen. Der Aufenthalt in der fast völlig von preußischem Territorium umgebenen freien Stadt ist für Trenck nicht ungefährlich. Ein Regimentskamerad, der wie er selbst ein in Ungnade gefallener ehemaliger preußischer Offizier ist, versucht, ihn in eine Falle zu locken, um ihn an Preußen auszuliefern, wofür er selbst dort wieder in Ehren aufgenommen werden soll. Trenck wird jedoch gewarnt und kann den Plan vereiteln. Auf der anschließenden Schiffsreise Richtung Riga kann er nur mit Mühe verhindern, dass wegen eines Sturms im preußischen Pillau angelegt wird, was ihm ebenfalls zum Verhängnis geworden wäre.

### Teil 4: (ZDF: 21. Januar 1973) Russisches Roulette
In Moskau angekommen, wird Trenck von General Lieven unter die Fittiche genommen und in die Gesellschaft eingeführt. Er wird der Zarin Elisabeth vorgestellt, die ihn wohlwollend aufnimmt, ihn zum Major befördert und zum Sekretär ihres Kanzlers Bestuscheff macht. Dessen selbstbewusste Ehefrau Anastasia wählt sich Trenck zum Liebhaber. Er gerät in Schwierigkeiten, als er beim Kartenspielen Goldmünzen gewinnt, die sich als gefälscht erweisen. Die Sache stellt sich als eine Intrige des preußischen Gesandten von Goltz heraus. Trenck wird entlastet, sein Verhältnis zu Bestuscheff verschlechtert sich aber, da die Affäre mit Anastasia offenkundig wird. Sie beendet schließlich die Beziehung wegen der nicht mehr gegebenen Diskretion. Als Trenck aus Ärger darüber von Goltz durch seinen Diener öffentlich ohrfeigen lässt, führt dies zu einem diplomatischen Eklat. Trenck ist als Sekretär des Kanzlers nicht länger tragbar und muss Moskau verlassen. Er geht zurück nach Wien, wo sein Vetter inzwischen zum Tode verurteilt und anschließend zu lebenslanger Haft begnadigt worden ist. Er hat sich schließlich das Leben genommen und seinem preußischen Verwandten sein gewaltiges Vermögen hinterlassen.

### Teil 5: (ZDF: 28. Januar 1973) In der Falle
Trenck ist mit der Erbschaft seines Vetters böse hereingefallen. Allein 63 Vermögensprozesse hat der verstorbene Pandur Franz laufen. Zum allgemeinen Erstaunen lehnt Trenck daher die Erbschaft ab, da ihm aufgrund eines juristischen Winkelzugs etwa die Hälfte des immensen Vermögens ohnehin gehört: Der Vater des Panduren hatte in seinem eigenen Testament seinen Neffen als Nacherben für seinen Sohn eingesetzt, falls dieser – wie nun geschehen – kinderlos sterben sollte. Die österreichische Staatsbürokratie versucht mit allen Mitteln, zu verhindern, dass Trenck an die riesigen Landgüter herankommt, da die auf den Gütern sitzenden Treuhänder und Kuratoren nicht auf ihre lukrativen Einkünfte verzichten wollen. Da das Testament, angeblich aufgrund von Schlamperei, nicht auffindbar ist, muss Trenck mit seinem Diener in die slawonischen Stammlande seines Onkels reisen, um eidesstattliche Erklärungen der Testamentszeugen zu beschaffen. Dort stoßen sie bei den Einheimischen auf Ablehnung und gewinnen den Eindruck, dass diese von den Wiener Bürokraten bedroht worden sind. Trenck zieht aber doch noch die Landbevölkerung auf seine Seite, als er in einen Kampf mit einem ortsbekannten Unruhestifter verwickelt wird und diesen dabei so schwer verletzt, dass er fortan nicht mehr in der Lage ist, die Dörfer zu tyrannisieren. Zum Entsetzen seiner Widersacher kehrt er mit mehr als nur den beiden geforderten Zeugenaussagen nach Wien zurück. Daraufhin wird ein Giftanschlag auf Trenck verübt, dem er durch die Wachsamkeit seines Dieners entgeht. Schließlich wird auch die Kaiserin auf die Vorgänge aufmerksam und weist die Bürokraten zurecht, was diese aber umso mehr gegen Trenck aufbringt. Um seinen finanziellen Engpass aufgrund der Erbschaftsstreitigkeiten zu überbrücken, bietet Maria Teresia Trenck an, als Rittmeister in die österreichische Armee einzutreten. Er nimmt an, erbittet aber noch vor Dienstantritt Urlaub, um sich anlässlich des Todes seiner Mutter in Danzig mit seinen Geschwistern zu treffen. Da Trenck nach seiner Flucht aus Glatz in Preußen zum Tode verurteilt worden war, erscheint diese Reise seinen Widersachern als willkommene Gelegenheit, ihn für immer loszuwerden, indem sie ihn dem Preußenkönig in die Hände spielen.
Mit einer ausgeklügelten List wird Trenck dazu gebracht, an Bord eines vermeintlich österreichischen Schiffes zu gehen, das sich auf See dann als preußisch entpuppt. Er wird gefangen genommen und zunächst in die Festung Kolberg gebracht, wo er auf deren Kommandanten, den Herzog von Württemberg, trifft. Bei dem kurzen Gespräch erkennt der Herzog, wie wenig sich der naive Trenck, der noch immer an die Gerechtigkeit des Königs glaubt, des Ernstes seiner Lage bewusst ist. Er befiehlt seinem Untergebenen von Prittwitz, dem Gefangenen während des Weitertransports am nächsten Tag eine Gelegenheit zur Flucht zu geben, was von Prittwitz auch ausgiebig tut. Gerade diese vermeintliche Nachlässigkeit bestärkt Trenck aber in dem Glauben, nicht viel zu befürchten zu haben, und er flieht nicht. Zu spät geht ihm auf, wie sehr er sich geirrt hat, als er in ein dunkles Verlies geführt und dort angekettet wird.

### Teil 6: (ZDF: 4. Februar 1973) Die Gruft
Unter härtesten Bedingungen wird Trenck auf Befehl Friedrichs II. in der Festung Magdeburg gefangen gehalten. An Händen, Füßen, Hals und Bauch mit schweren Eisenketten gefesselt und so eng an die Wand geschmiedet, dass er sich kaum von der Stelle bewegen kann, muss er bei Wasser und Brot vegetieren. Auf dem Boden seiner Zelle hat der preußische König als psychische Folter eine Grabplatte mit einem Totenkopf und dem Namen „Trenck“ einmauern lassen. Trenck lässt sich trotzdem nicht zermürben. Immer noch plant er die Flucht aus dem düsteren Verlies, zumal sich Hilfe von außen anbietet: Der österreichische Gesandte von Bernes hat in Moskau Madame Bestuscheff über das harte Los ihres einstigen Geliebten informiert. Sie sieht zwar keine Möglichkeit, auf diplomatischem Weg seine Freilassung zu erwirken, schickt aber Geld, um ihn zu unterstützen. Dadurch kann Trenck sich einige nützliche Utensilien in die Zelle schmuggeln lassen und wagt schließlich einen Fluchtversuch. Dieser schlägt zwar fehl, bringt ihm aber etwas erträglichere Haftbedingungen ein.
Erst 1763, am Ende des Siebenjährigen Krieges, erfüllt der König den Wunsch seiner todkranken Schwester und lässt seinen ehemaligen Günstling nach neun Jahren frei. Trenck darf für wenige Minuten die sterbende Amalie besuchen, bevor er an die Landesgrenze gebracht und nach Österreich ausgewiesen wird. Zurück in Wien wird er direkt wieder eingesperrt, diesmal in den Narrenturm, da er angeblich tobsüchtig sei. Um wieder heraus zu kommen, wird er genötigt, seine „geistige Gesundheit“ unter Beweis zu stellen, indem er den Verzicht auf das Erbe der österreichischen Trencks unterschreibt.
Einige Jahre später hat der desillusionierte und verbitterte Trenck seine Memoiren veröffentlicht, die sich in mehreren europäischen Ländern zu einem Bestseller entwickelt haben. Dass er darin deutliche Worte über das ihm nicht nur in Preußen, sondern auch in Österreich zugefügte Unrecht findet, verstimmt Kaiserin Maria Theresia. Sie verlangt, er solle sein Buch umschreiben. Trenck weigert sich und verlässt lieber das Land in Richtung Frankreich. Dort finden seine Memoiren besonders großen Anklang und er erlangt in Paris eine Art Starruhm, mit dem er allerdings wenig anfangen kann. Zunächst sympathisiert er mit der Französischen Revolution, erkennt aber bald die Diskrepanz zwischen Anspruch und Wirklichkeit. Nachdem er dazwischen gegangen ist, als ein Mob einen Mann hängen wollte, nur weil dieser von Adel ist, findet er sich angeklagt vor dem Revolutionsgericht wieder. Der inzwischen nicht mehr naive Trenck weiß, dass er verloren ist, und macht sich gar nicht erst die Mühe, etwas zu seiner Verteidigung vorzubringen. Stattdessen präsentiert er seine von den Magdeburger Fesseln großflächig vernarbten Handgelenke und erklärt den Revolutionären, sie seien ebenso schlimm wie Friedrich II., aber nicht so groß. Schließlich besteigt er gefasst mit etlichen anderen Todgeweihten den Henkerskarren, der sie zur Guillotine fährt.

## Produktion und Vertrieb
Bereits 1932 verfilmten das Regisseurgespann Ernst Neubach und Heinz Paul die Geschichte unter dem Titel Trenck – Der Roman einer großen Liebe mit Hans Stüwe in der Hauptrolle.
Seit 1976 liegt die Serie um etwa 20 Minuten gekürzt und fünfteilig vor:
Die ungekürzte Fassung wurde seither nicht mehr ausgestrahlt und auch nicht auf Medien veröffentlicht.
2012 erschien die Serie (fünfteilige Fassung) auf drei DVDs samt Bonusmaterial und Booklet.

## Nachwirkung
Im Jahr 2002 entstand ein Remake als Zweiteiler mit Rolf Beckers Sohn Ben Becker in der Titelrolle und einem Gastauftritt von Matthias Habich als General von Habich: Trenck – Zwei Herzen gegen die Krone. Gernot Roll fungierte erneut als Kameramann und übernahm dieses Mal auch die Regie.